# Pohrebychtche
Pohrebychtche (en ukrainien : Погребище) est une ville de l'oblast de Vinnytsia, en Ukraine. Sa population s'élevait à 9 814 habitants en 2014.

## Géographie
Pohrebychtche est située à 64 km au nord-est de Vinnytsia et à 141 km au sud-ouest de Kiev.

## Histoire
La ville est très ancienne et sa première mention remonte à 1148. L'origine de son nom n'est pas claire. Pogreb désigne une « grande cave » en ukrainien. D'un autre côté, Pogrebaty peut être traduit par « procéder à une inhumation ». Selon une légende, consignée par l'ethnographe ukrainien Pokhilevitch, avant l'invasion mongole de la Rus' de Kiev, la ville était appelée Rokitnia. Les Mongols rasèrent la ville, ne laissant que les caves.
À la fin du XIXe siècle une gare ferroviaire fut mise en service dans la ville. Au recensement de 1897, elle comptait 2 497 Juifs, soit 40 pour cent de la population. Pohrebychtche reçut le statut de commune urbaine en 1938. Pendant la Seconde Guerre mondiale, l'Allemagne nazie occupa la ville le 21 juillet 1941. À la mi-octobre 1941, toute la population juive de la ville, soit 1 360 personnes, fut assassinée par balle. Pendant l'occupation, un groupe de résistance était actif.
Pohrebychtche a le statut de ville depuis 1984.

## Population
Recensements (*) ou estimations de la population :
| 1897* | 1923* | 1926* | 1959* | 1970*  | 1979*  |
| ----- | ----- | ----- | ----- | ------ | ------ |
| 6 284 | 3 477 | 9 649 | 8 872 | 11 003 | 11 396 |

| 1989*  | 2001*  | 2011   | 2012  | 2013  | 2014  |
| ------ | ------ | ------ | ----- | ----- | ----- |
| 11 705 | 10 754 | 10 013 | 9 970 | 9 898 | 9 814 |

## Personnalité
- Ewelina Hańska (1801-1882), noble polonaise, épouse d'Honoré de Balzac.